# Louis Storck
Louis Storck (* 3. Dezember 1928 in Melle; † 25. Januar 2012 in Hameln) war ein deutscher Verwaltungsjurist und Manager.

## Leben
Mit 15 Jahren wurde Storck Luftwaffenhelfer, mit 16 Soldat. Mit 16 ½  kam er in amerikanische und von dort in französische Gefangenschaft. Als er anderthalb Jahre nach Kriegsende, kurz vor seinem 18. Geburtstag, nach Hause entlassen wurde, wog er nur noch 45 kg. Seinen in Russland vermissten Vater sah er nie wieder. Ab 1949 studierte er an der Westfälischen Wilhelms-Universität Rechtswissenschaft. Er fand zum gerade gegründeten freien Corps „Die Mark“ und wurde  dessen erster Fuchs. Im Februar 1950 war er dabei, als „Die Mark“ die Tradition des 1935 suspendierten Corps Rheno-Guestphalia übernahm. „Lü“ Storck wurde damals auch der erste Rhein-Westfalen-Fuchs der Nachkriegszeit. Bald darauf recipiert, zeichnete er sich als Zweitchargierter aus. Er focht hervorragende Partien, paukte ein und sekundierte unzählige Partien. Im Convent wurde sein klares Urteil geschätzt und beachtet. Er war Leibbursch von Eberhard Machens. Der kurz nach der Rekonstitution erfolgte Kauf des Bootshauses an der Werse war vor allem ihm (und Wolfgang Petersmann) zu verdanken. 1955 wurde er in Münster zum Dr. iur. promoviert. Zunächst in der Finanzverwaltung von Osnabrück, war er ab 1963 Stadtdirektor in Gronau (Westf.). Vom 1. Januar 1965 bis zum 9. September 1968 war er Oberstadtdirektor in Hameln. Die von ihm initiierte Altstadtsanierung hatte Modellcharakter für die Bundesrepublik. Lauritz Lauritzen holte ihn am 1. September 1968 in das Bundesministerium für Städtebau und Wohnungswesen. Als Ministerialdirektor leitete er die Abteilung Städtebau und Bautechnik. Von Oktober 1969 bis zur Bundestagswahl 1972 war er Staatssekretär. 1973 übernahm er Vorstandsaufgaben bei der Deutschen Bau- und Bodenbank und der Deutschen Gesellschaft für Öffentliche Arbeiten. 1978 wurde er Mitglied, dann Sprecher des Beamtenheimstättenwerks. 1993 trat er in den Ruhestand. Als passionierter Jäger wurde er in einem Bestattungswald beigesetzt.
Aus der ersten Ehe gingen eine Tochter und zwei Söhne (Marietta, Joachim, Peter) hervor. Einige Jahre nach dem Tod seiner Frau heiratete er eine Richterin.